# Glenn W. Ferguson
Glenn W. Ferguson (Syracuse, 28 gennaio 1929 – Santa Fe, 20 dicembre 2007) è stato un diplomatico statunitense.

## Biografia
Ha conseguito la laurea in economia nel 1950 e il Master in business administration nel 1951, entrambi presso la Cornell University, e una laurea in legge all'Università di Pittsburgh. ha ricoperto la carica di ambasciatore americano in Kenya dal 1966 al 1969.
È stato al vertice di numerose università, con il ruolo tra l'altro di cancelliere della Long Island University, presidente della Università del Connecticut e dell'American University of Paris.
Fu il primo rettore a offrirsi volontario per il programma VISTA e, per un breve periodo, direttore del Lincoln Center di New York.
Il 20 dicembre 2007 è deceduto nella sua casa di Santa Fe, New Mexico, a causa di un cancro alla prostata.